# 민주화운동청년연합
민주화운동청년연합(民主化運動靑年聯合), 줄여서 민청련은 1983년 9월에 1970년대 학생운동을 주도했던 청년들이 중심이 되어 설립한 민중운동단체이다.

## 같이 보기
- 김근태 (1947년)